# Swisscows
Swisscowsとはウェブ検索エンジンであり、スイスEgnachの企業Hulbee AGによって2014年にサービスが開始された。
セマンティックなデータ認識を用いて、クエリーに対して素早く「解答」を返す。
さらに、Swisscowsはユーザーデータを保存しない。
また、Swisscowsは「ファミリー・フレンドリー」であると表明しており、露骨な結果は全て除かれるとしている。
ウェブサイトのサーバーはスイスアルプスの地下のデータセンターに位置している。
Swisscowsはウェブ検索にBingを使用しているが、ドイツ語版では独自のインデックスを構築している。
ショッピング検索、楽曲検索（SoundCloudを使用）、言語翻訳（ヤンデックス翻訳を使用）の機能も提供している。
Hulbee CEOのAndreas Wiebeによれば、2018年時点で毎月2000万件の検索が行われている。
2021年1月Hulbee社は、プライバシーとデータ保護を強く意識したインスタントメッセンジャーであるTeleGuardを発表した。

## References
1. ↑  “Imprint - Swisscows”. swisscows.ch. 2021年2月24日閲覧。
2. ↑  “Swiss search engine jumps for moon”. Le News (2014年9月2日). 2021年2月24日閲覧。
3. ↑  “Swiss software company Hulbee AG launches smart and secure search engine Startupticker.ch | The Swiss Startup News channel”. www.startupticker.ch. 2021年2月24日閲覧。
4. ↑  “On practicing safe search: fine tuning, privacy-friendly searches, and learning more — @joycevalenza NeverEndingSearch”. blogs.slj.com. 2021年2月24日閲覧。
5. ↑  “Avoid Google and Bing: 7 Alternative Search Engines That Value Privacy”. MakeUseOf. 2021年2月24日閲覧。
6. ↑  “Datacenter - Swisscows”. swisscows.ch. 2021年2月24日閲覧。
7. ↑  “European Davids vs Goliath: Privacy search engines aim to challenge Google | Financial Post” (2018年11月21日). 2021年2月24日閲覧。
8. ↑  “European privacy search engines aim to challenge Google”. AP NEWS (2018年11月22日). 2021年2月24日閲覧。
9. ↑  “Instant Messenger Teleguard ohne persönliche Angaben nutzbar”. itmagazine.ch (2021年1月20日). 2021年2月24日閲覧。